# Astral Collapse
Astral Collapse je kompilační album složené z archivních nahrávek amerického hudebníka Anguse MacLise. Vydáno bylo v lednu roku 2003 a sestavil jej Tim Barnes, majitel vydavatelství Quakebasket. Autorem obalu alba je Noah Wall a fotografii pořídil Ira Cohen. Některé skladby nahrál sám Angus MacLise (vedle hudebních nástrojů také recituje texty svých básní) a v některých hraje i jeho manželka Hetty MacLise.

## Seznam skladeb
Autorem všech skladeb je Angus MacLise.
| Pořadí | Název                           | Délka |
| ------ | ------------------------------- | ----- |
| 1.     | Smothered Under Astral Collapse | 4:15  |
| 2.     | 6th Face of the Angel           | 17:08 |
| 3.     | Beelzebub                       | 5:09  |
| 4.     | Cloud Watching                  | 5:11  |
| 5.     | Dracula                         | 7:15  |
| 6.     | Dawn Chorus                     | 7:08  |

## Obsazení
- Angus MacLise – hlas, efekty, bonga, zvony, syntezátor
- Hetty MacLise – varhany, klavír, autoharfa